# リュドミラ・ベルリンスカヤ
リュドミラ・ヴァレンティノヴナ・ベルリンスカヤ（ロシア語: Людмила Валентиновна Берлинская, ラテン文字転写: Ludmila Valentinovna Berlinskaya 、1960年12月30日 - ）は、モスクワ生まれのロシア人ピアニスト、女優。
ボロディン弦楽四重奏団の創立者のチェロ奏者ヴァレンチン・ベルリンスキーの娘。

## 略歴
リュドミラ・ベルリンスカヤは弁護士の母と音楽家の父の間に生まれる。父はチェロ奏者でボロディン弦楽四重奏団 の創立者、ヴァレンティン・ベルリンスキー。
幼年期を通して両親の知人である多数の芸術家や知識階級の人物からの影響を受ける。5歳でピアノを始め、その一年後にはエフゲニー・キーシン、ニコライ・デミジェンコに教えたことでも知られるグネーシン音楽大学のアンナ・カントールのクラスに入る。13歳の時に、バランタン・セリヤノフ監督の「大宇宙旅行」 (露)の主役の一人として抜擢された。この映画は成功し、この世代の象徴的存在となった。この映画のためにベルリンスカヤは主題歌2曲(Ты мне веришь или нет ; млечный путь)に参加。このアレクセイ・リブニコフ作曲の2大ヒット曲は大衆音楽として今日もロシアのラジオでよくかかる曲になっている。この成功の後、彼女は映画出演の多数のオファーを受けるが、音楽の為にすべてを辞退した。
14歳よりボロディン弦楽四重奏団と出演し、15歳でオーケストラでの演奏を始める。17歳でモスクワ音楽院のミカイル・ヴォスクレッセンスキーのクラスに入学。この間、ソロまたは室内楽団のメンバーとして旧ソ連各地のツアーにアレクサンドル・ルディン、アレクサンドル・クニアゼフと共に参加。17歳よりユーリ・バシュメットやヴィクトル・トレチャコフなどの音楽家と共演した。19歳の時には、モスクワ、サンクトペテルブルク、ニジニ・ノヴゴロドなどの旧ソ連屈指の大舞台で活躍した。
ベルリンスカヤは若くしてスヴャトスラフ・リヒテルの庇護を受けていた。後に結婚する指揮者のウラディーミル・ジーヴァと出会ったのもリヒテル邸であった。結婚後、男の子、ドミートリイ・ベルリンスキーを授かるが、後に離婚する。後にアントン・マタラエフと再婚し、1990年代初めにパリに移住する。移住後のパリにおいて、定期的にムスティスラフ・ロストロポーヴィチとの共演を始めた。パリ市庁舎での初コンサート後、当時のパリ市長夫人、シラク大統領夫人がベルリンスカヤにロシア音楽サロン・フェスティバルの企画を提案した。アントン・マタラエフとの間には一人娘、マーシャ・マタラエフがいる。
パリに移住後はコンサート奏者としての演奏の機会に恵まれた。ロンドンのウィグモアホールやバービカンホール、アムステルダムのコンセルトヘボウ、パリのシャンゼリゼ劇場やサル・カヴォ、ヴェネチアのフェニーチェ劇場、ブリュッセルやマドリッドの王国アカデミーなどの有名な国際ホールでリサイタルや室内楽コンサートを開き、また多くのフェスティバルに出演している。
2001年には、彼女にとって二回目のフェスティバル「パリの音楽の春」の音楽監督となった。フェスティバルはとりわけアレクサンドル・スクリャービンの「プロメテ・火の歌」のパリ作品発表やジョージ・バランシンに続く「オーバード、ピアノと18の楽器のための舞踊協奏曲」のパリ初公演をダンサーと共に果たしたことで話題をよんだ。
その後も、ロワール・エ・シェール県の新しい音楽フェスティバル「ラ・クレ・デ・ポルト- 門の鍵」の共同音楽監督である。このフェスティバルはシャンボールの門企業協会の主催でつくられたものである。
教育方面では、ピアニストの活動と並行して2006年より「パリエコールノルマル音楽院アルフレッド・コルトー」で教鞭を執っている。また、2008年12月15日に父ヴァレンチン・ベルリンスキーの死に伴い、2009年6月にベルリンスキー協会を創立。

## リヒテルと
ベルリンスカヤは15歳でスヴャトスラフ・リヒテルのグループに加わった。リヒテル本人から選ばれ庇護された彼女は、リヒテルを魂の父と尊敬し、この偉大なる芸術家の周りに形成された創作環境から多くを学んだ。この時代を通し1970年代の終わりから1980年の初頭まで、少々特別な栄誉であったリヒテルの譜めくりをつとめた。リヒテルと近しい関係にあったことから、彼女は多くの音楽家と活動している。
リヒテルと近しい関係にあったことは、プーシキン美術館で行われたリヒテル監修のフェスティバルに参加していた事でもわかる。« 12月の夜 »フェスティバルの毎年のプログラムはコンサートが行われる会場の企画展やテーマと連動していた。このフェスティバルのうち1985年のフェスティバルの際には、リヒテルが連弾でブリテンの「ねじの回転」を演奏予定であったが、彼女が急遽代役を務めている。また、リヒテルはベルリンスカヤにコンクールに身を投じないよう助言をしており、彼女はパリのフィレンツェ室内楽コンクール一位、レオナルド賞を受賞したのち、彼女は助言に従って国際コンクール出場をしていない。

## ディスコグラフィー
- シューマン：『December Nights 1985』 スヴャトスラフ・リヒテル、ボロディン弦楽四重奏団、リュドミラ・ベルリンスカヤ - メロディア(Мелодия)
- ラフマニノフ：『チェロソナタ、ヴォカリーズ、悲しみの三重奏曲 』 ヴァレンチン・ベルリンスキー、アントン・マタラエフ、リュドミラ・ベルリンスカヤ
- グリンカ：『ピアノ曲、六重奏曲』 リュドミラ・ベルリンスカヤ、ボロディン弦楽四重奏団、グリゴリー・コバレフスキー - ヨーロッパアーツ
- シュニトケ：『弦楽四重奏曲3番、弦楽五重奏曲、ピアノと弦楽のための協奏曲』 ボロディン弦楽四重奏団、リュドミラ・ベルリンスカヤ - ヴァージン・クラシック
- メンデルスゾーン、ヤナーチェク、シュトラウス：『ピアノとヴァイオリンの為のソナタ 』 ジェラール・プーレ、リュドミラ・ベルリンスカヤ - サフィール・プロダクション
- チャイコスフキー：『フランチェスカ・ダ・リミニ、くるみ割り人形』 リュドミラ・ベルリンスカヤ、アルチュール・アンセル - サフィール・プロダクション
- プロコフィエフ：『ロメオとジュリエット、シンデレラ』 リュドミラ・ベルリンスカヤ、アルチュール・アンセル – メロディア